# بخش مرک
بخش مرک یکی از بخشهای کانتون شوئیز در کشور سوئیس است.